# Cymbiola baili
Cymbiola baili is een slakkensoort uit de familie van de Volutidae. De wetenschappelijke naam van de soort is voor het eerst geldig gepubliceerd in 1997 door Prati & Raybaudi.